# Retablo de Isabel la Católica

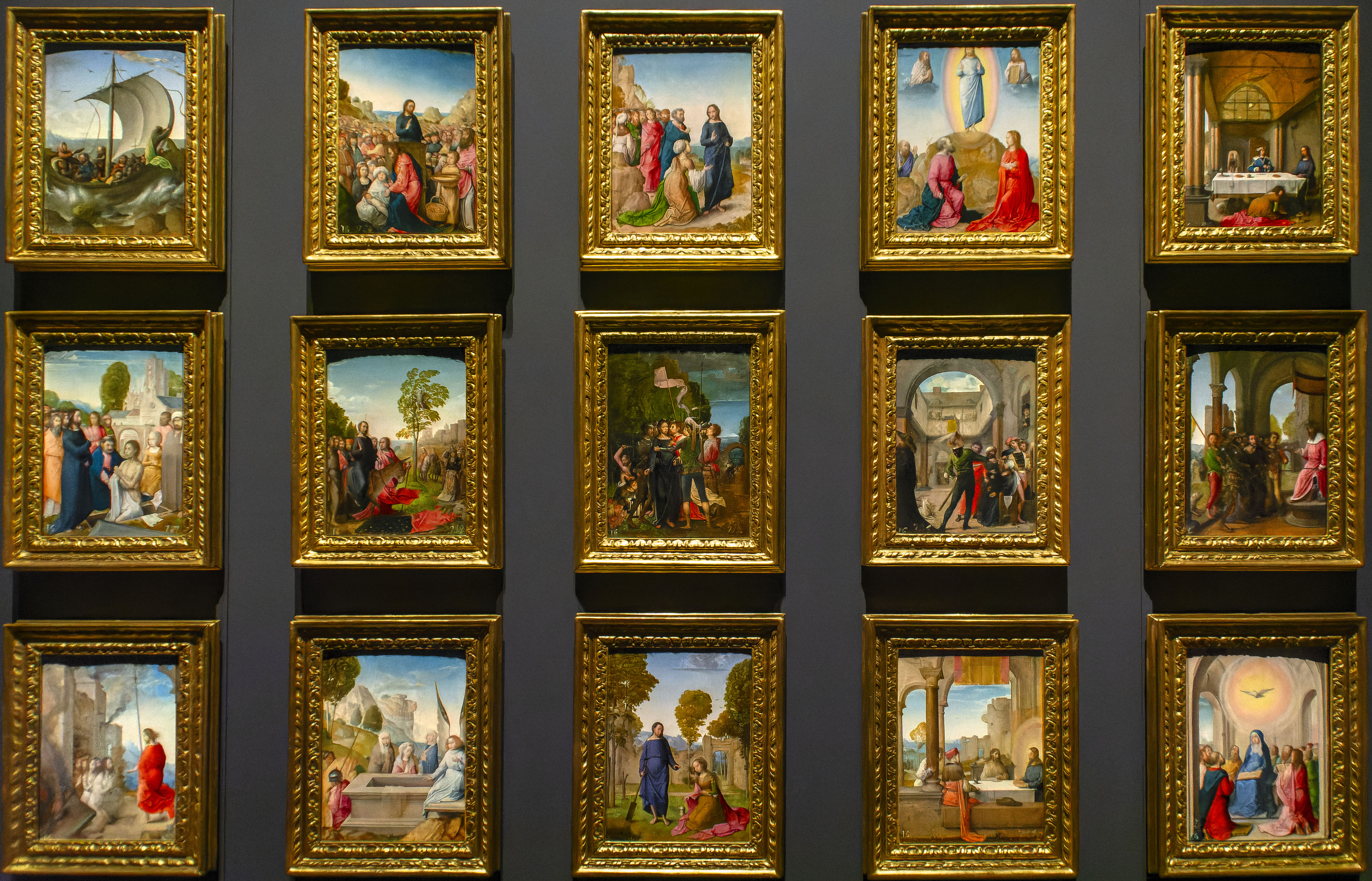
Aspecto del conjunto de 15 tablas expuesto en la Galería de las Colecciones Reales, Madrid.

El retablo, oratorio o políptico de Isabel la Católica (ca. 1496-1504), atribuido a dos de los principales pintores de corte de los Reyes Católicos: Juan de Flandes y Michael Sittow (Melchior Alemán), fue un retablo devocional portátil, hoy desmontado, del que se conservan veintisiete o veintiocho tablas de las cuarenta y siete originales, donde se desarrollaba el ciclo de la vida de la Virgen y de Cristo. Ha sido calificado de "el más fino y delicioso Evangelio ilustrado conocido". Los propios reyes aparecen retratados en una de ellas, entre los personajes que asisten al milagro de los panes y los peces.
Desde 2023, quince de las tablas se exhiben en la Galería de las Colecciones Reales (Madrid), donde la atribución de autoría se hace únicamente a Juan de Flandes.
Utilizado por Isabel la Católica como retablo u oratorio privado, a la muerte de la reina se guardaban en el castillo de Toro ya desmontadas "en un armario todas estas tablicas, yguales todas" (inventario del 25 de febrero de 1505), y se dispersaron al venderse en almoneda, valoradas entre tres y cinco ducados cada una (un precio notable en comparación con otros). El mayor lote de ellas fue adquirido por el tesorero Diego Flores para Margarita de Austria (viuda del príncipe Juan y hermana de Felipe el Hermoso), quien las mantuvo en su palacio de Malinas, donde en 1520-1521 fueron vistas por Durero, que describe muy encomiosamente las tablas. En los sucesivos inventarios (1516 y 1524) va reduciéndose su número (de 32 a 22). A la muerte de Margarita (1530), pasaron a su sobrino Carlos V o bien a la siguiente gobernadora de los Países Bajos, María de Hungría; y en cualquier caso volvieron a España en 1556 o 1558, figurando en el inventario de las colecciones reales realizado en 1600, con posterioridad a la muerte de Felipe II.
Las dimensiones de las tablas conservadas son muy similares, unos 20 a 25 cm de alto por poco más de 15 cm de ancho (el formato propio de la razón áurea). Quince son propiedad de Patrimonio Nacional y se exponen en la Galería de las Colecciones Reales (Jesús en la barca, La multiplicación de los peces, La mujer cananea -o "la hemorroísa"-, La Transfiguración, La resurrección da Lázaro, La cena en casa de Simón -o "la penitencia de la Magdalena"-, La entrada en Jerusalén, El prendimento, Los improperios, Jesús ante Pilatos, La bajada al limbo, Las Marías en el sepulcro, Noli me tangere, La cena de Emaús y Pentecostés), y durante mucho tiempo se mantuvieron montadas en un retablo de menores dimensiones con respecto a las que debió tener el original. El resto de las supervivientes se encuentra disperso por diversos museos y colecciones, como una Coronación de la Virgen y un Cristo con la samaritana en el Louvre (París), una Ascensión de Cristo y una Aparición de Cristo a la virgen con los justos del Antiguo Testamento en la National Gallery (Londres), una Última Cena en el Wellington-Apsley House (Londres), una Asunción de la Virgen y una Tentación de Cristo en la National Gallery of Art (Washington), un Cristo llevando la cruz (ayudado por el Cirineo) y un Cristo es clavado a la cruz en el Kunsthistorisches (Viena), unas Bodas de Caná en el Metropolitan (Nueva York), una Coronación de Espinas en el Detroit Institute of Arts, una Pasión de Cristo en el Niguliste (Tallin), y un Cristo llevando la cruz (fustigado por un soldado) en el Pushkin (Moscú). Entre las tablas perdidas habría una Anunciación, una Visitación, algunas escenas de la infancia de Cristo y un Cristo en el Templo.
El estilo, hispanoflamenco, se caracteriza por su minuciosidad y detallismo, acentuado por las pequeñas dimensiones y la habilidad de los pintores, que aprovechan las posibilidades miniaturistas de la técnica del óleo. El color, la línea y el volumen están muy equilibrados. Todas las superficies se tratan con esmero (ropajes, arquitecturas, y paisajes -particularmente los celajes-). Para Carl Justi estas pinturas representan "la luz pura y aérea de las mesetas españolas".
No debe confundirse este retablo con una estancia denominada oratorio de Isabel la Católica en el Alcázar de Sevilla, ni con una novela de Carolina Coronado titulada El oratorio de Isabel la Católica (1886).

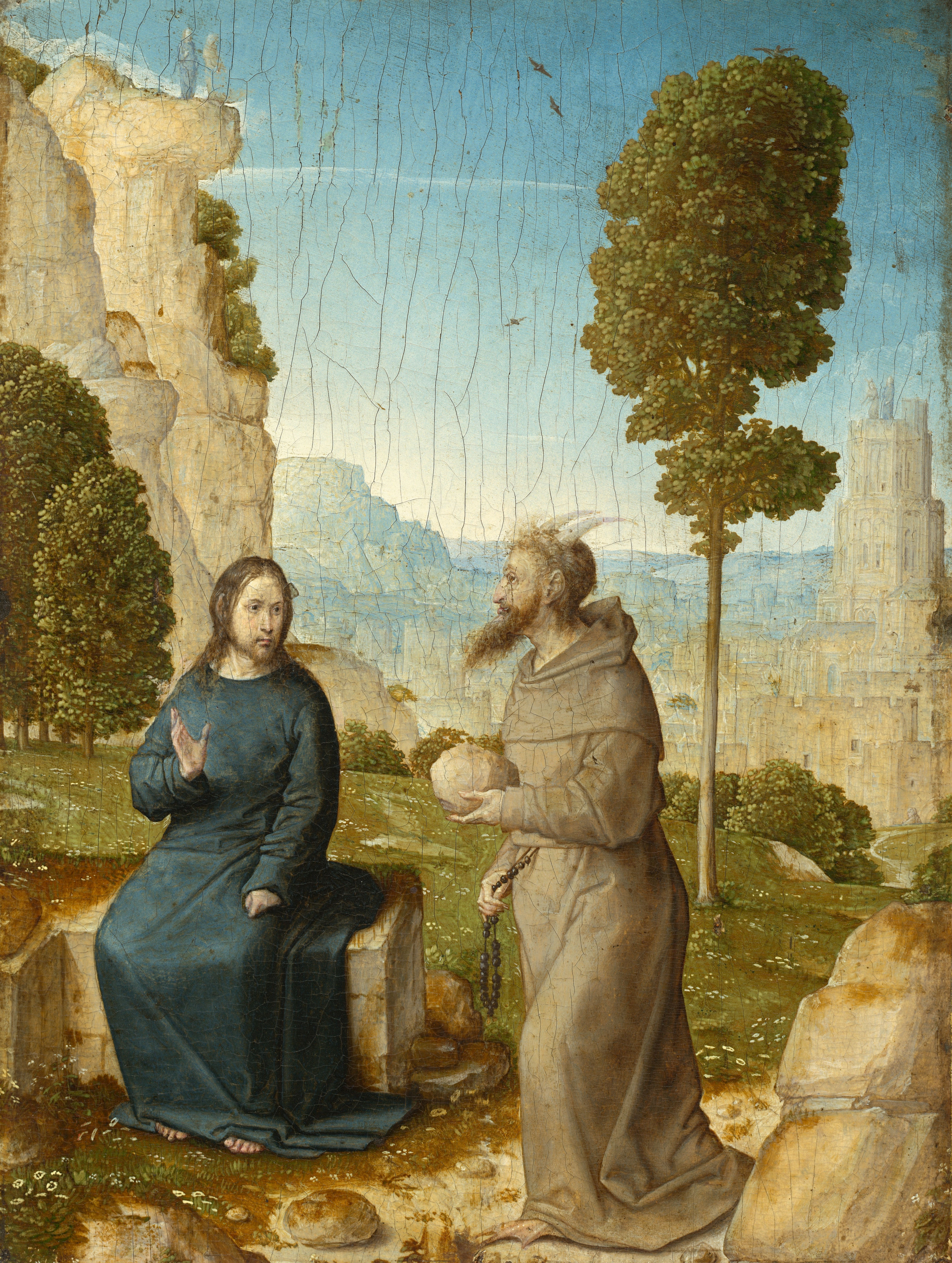
Tentación de Cristo en el desierto.
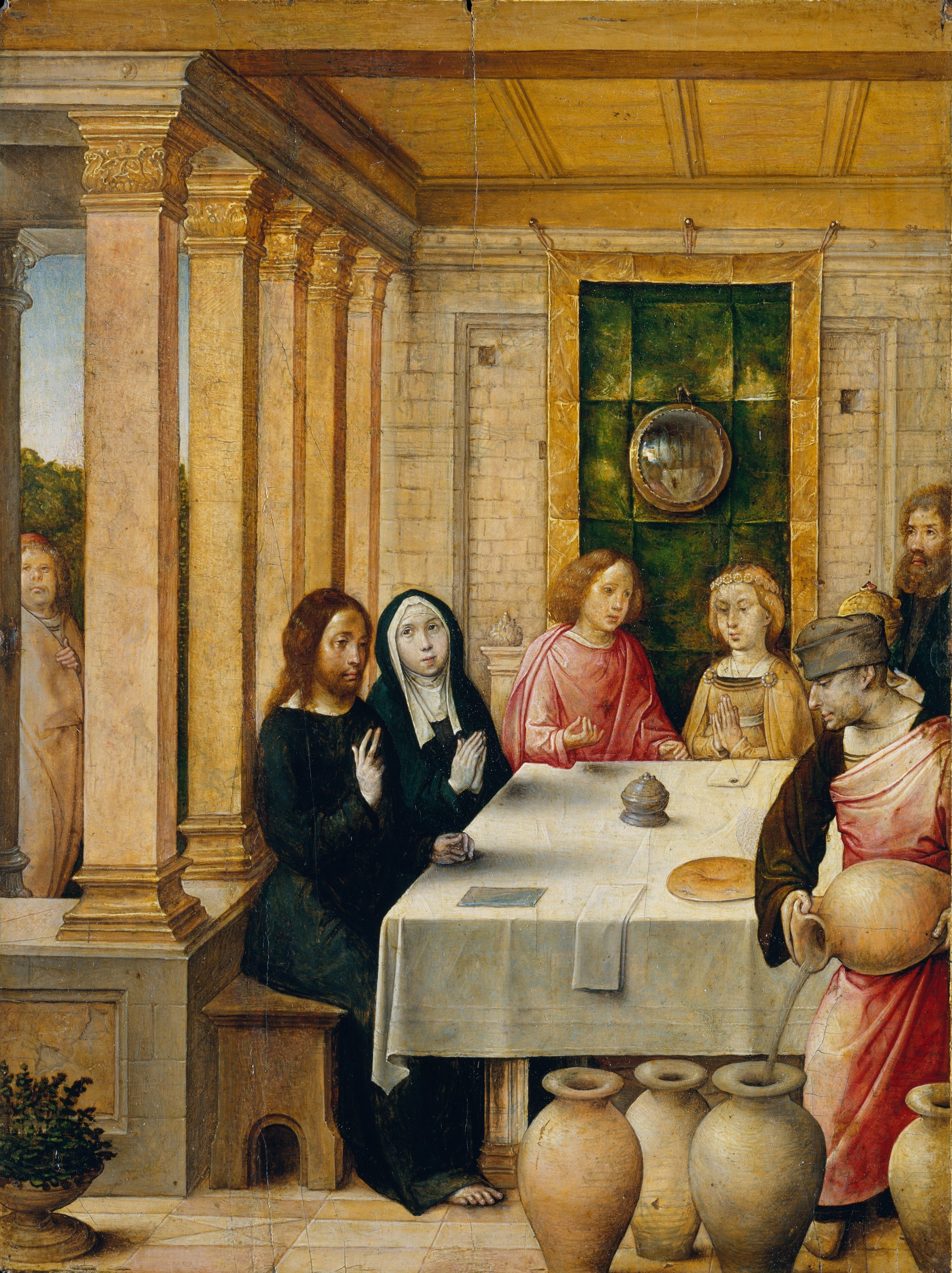
Bodas de Caná.
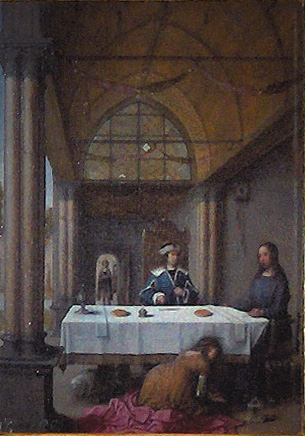
Cena en casa de Simón el fariseo.
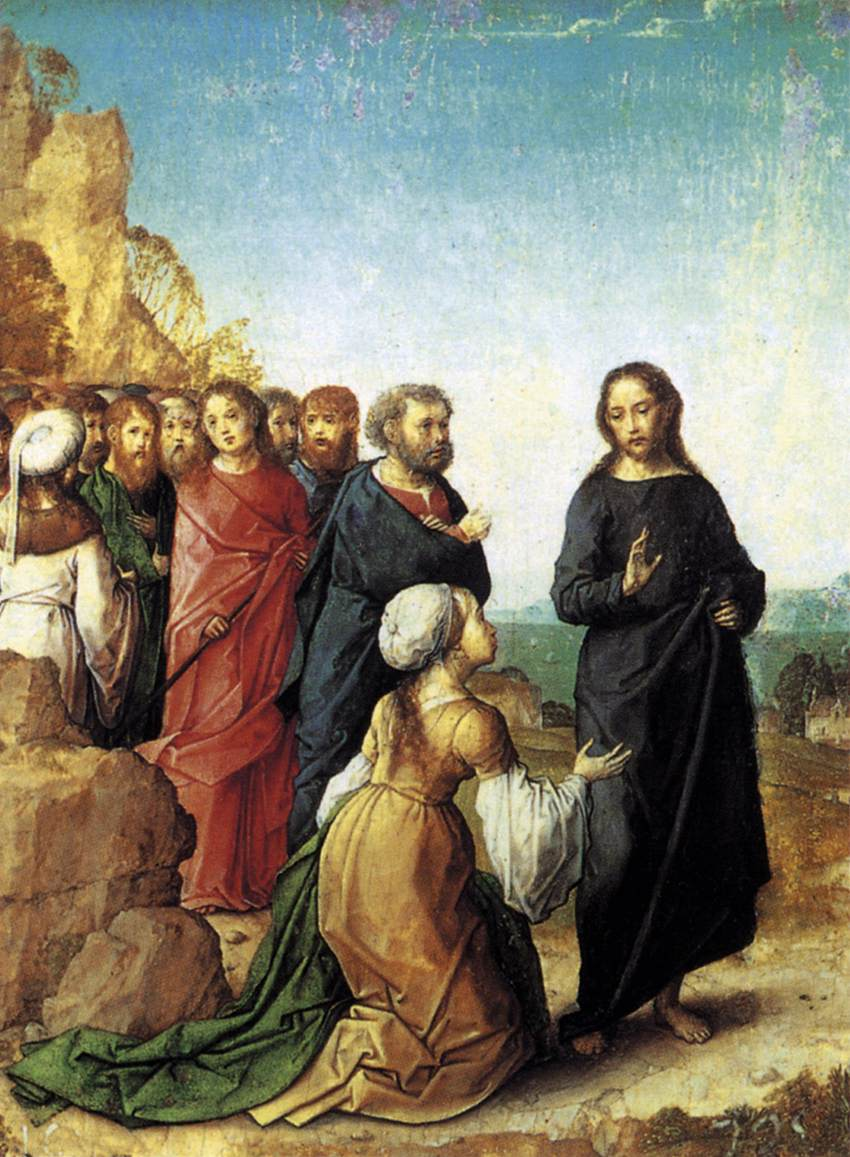
Cristo y la mujer cananea.
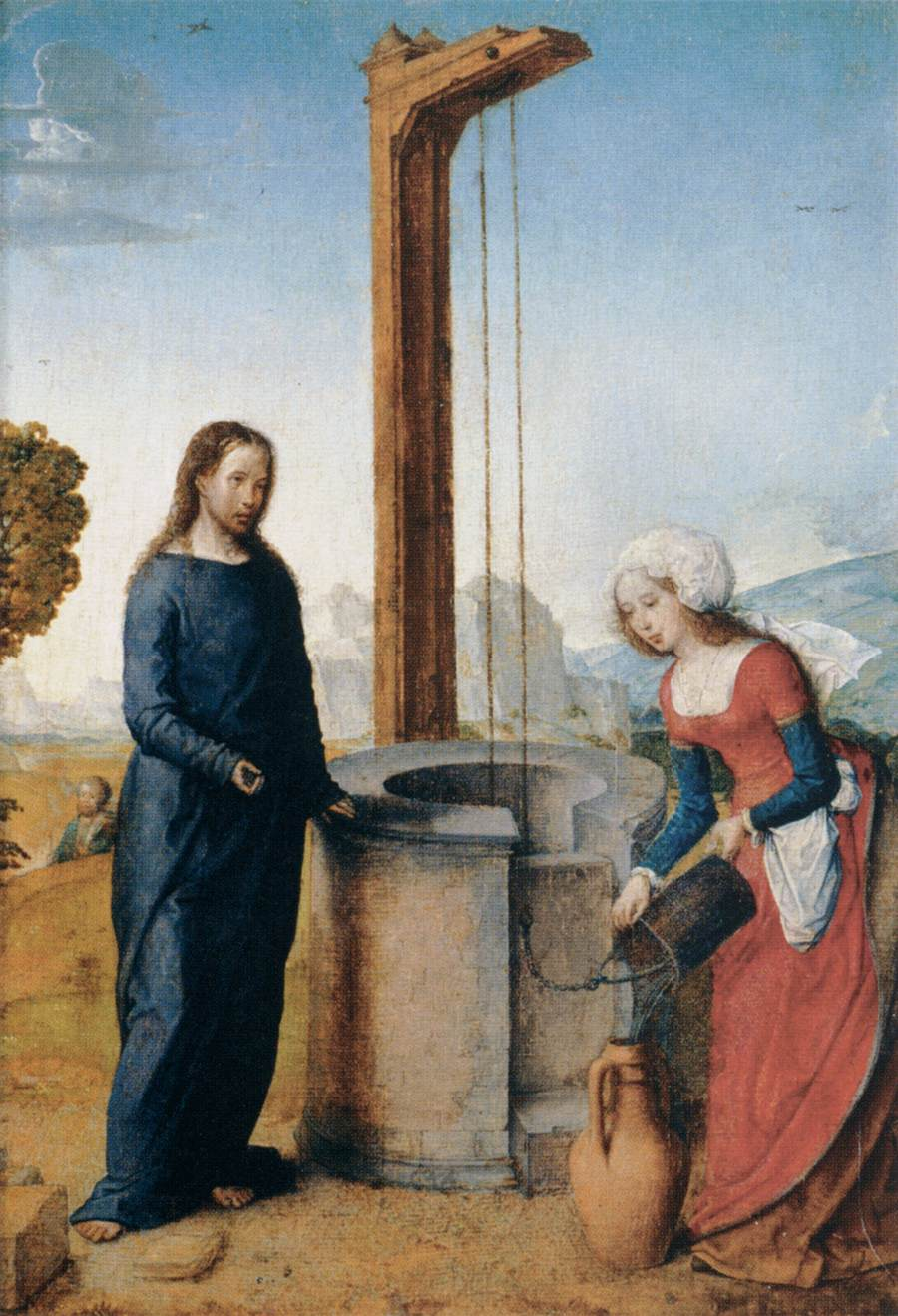
Cristo y la samaritana.
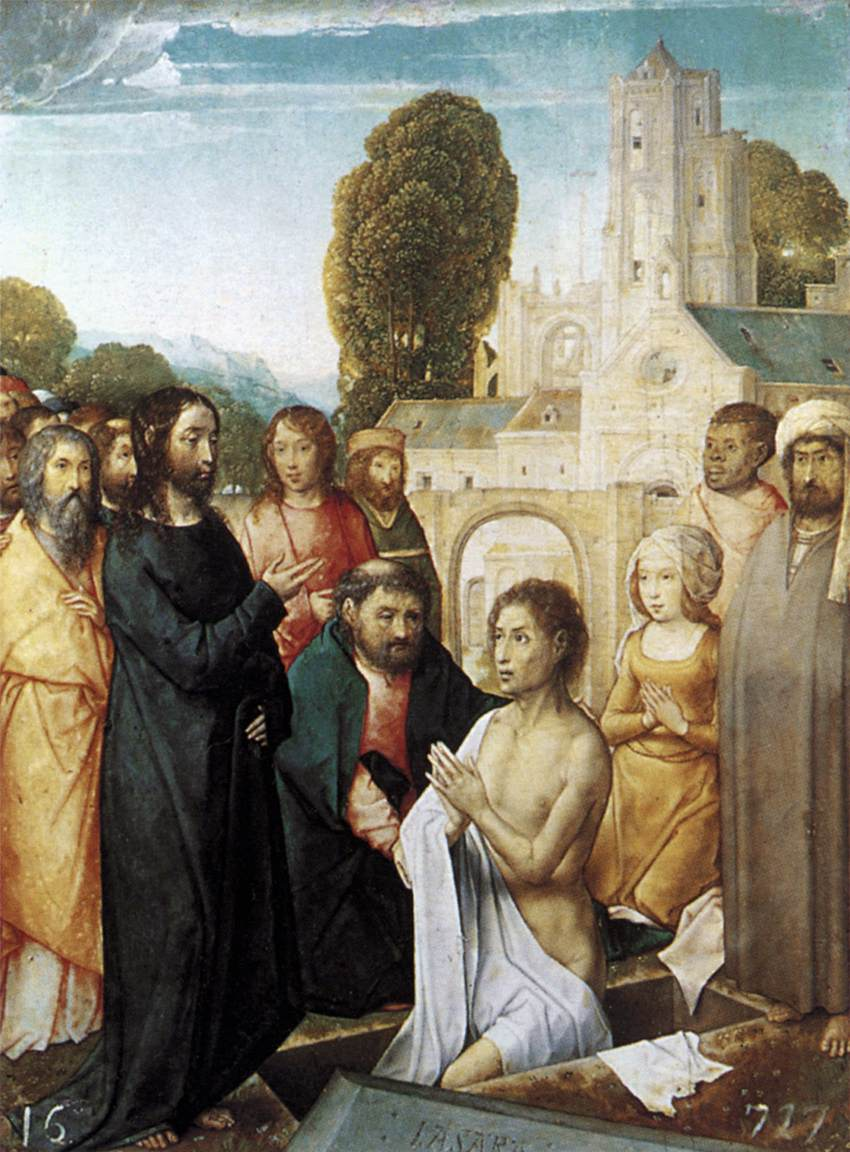
Resurrección de Lázaro.
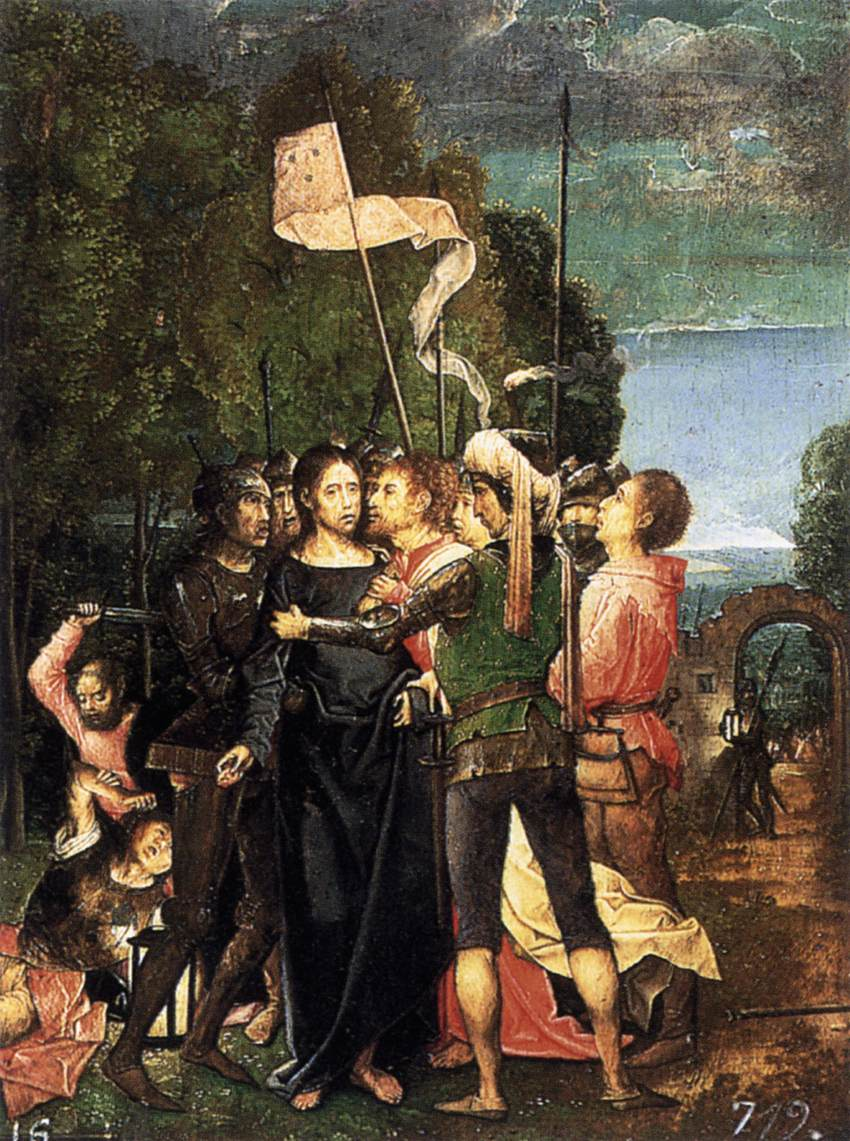
Prendimiento de Cristo.
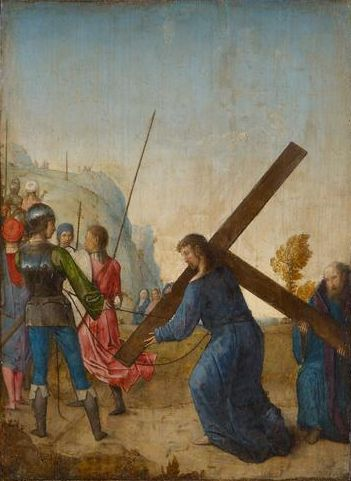
Cristo llevando la cruz.
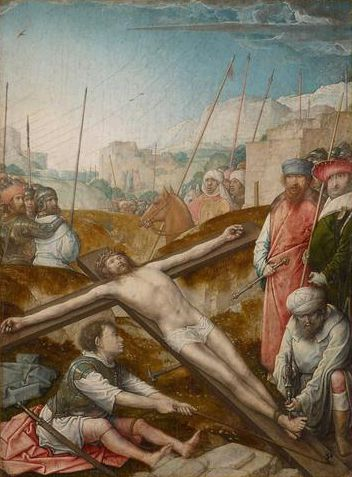
Cristo es clavado a la cruz.
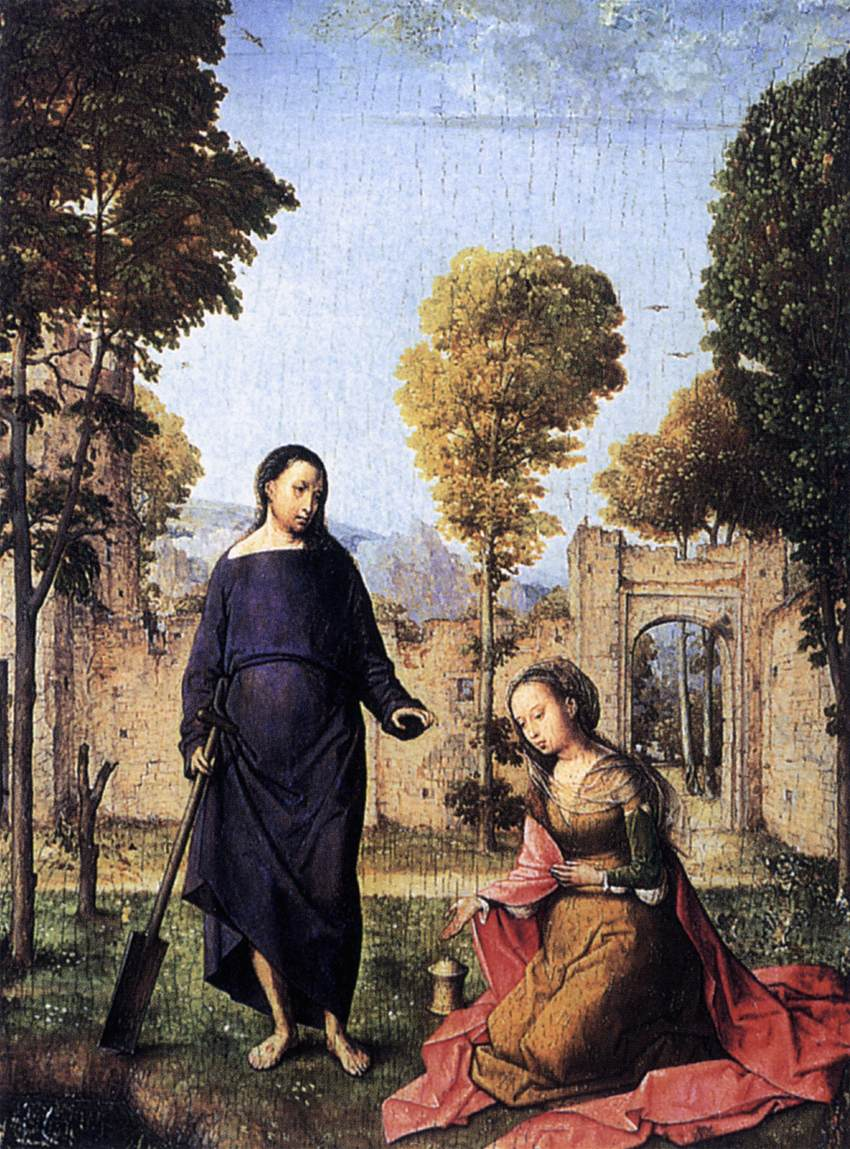
Cristo se aparece a María Magdalena.
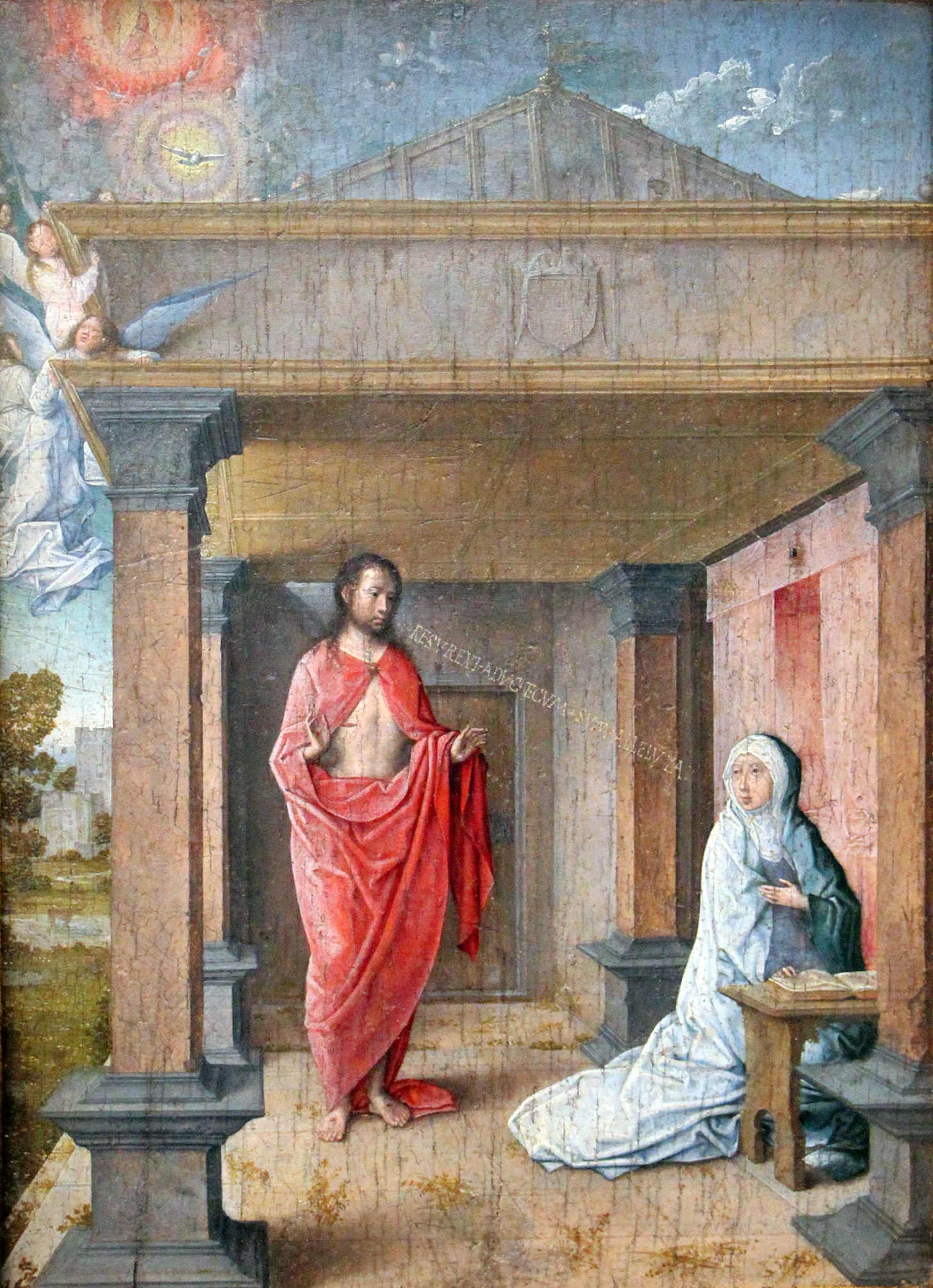
Cristo se aparece a su madre.
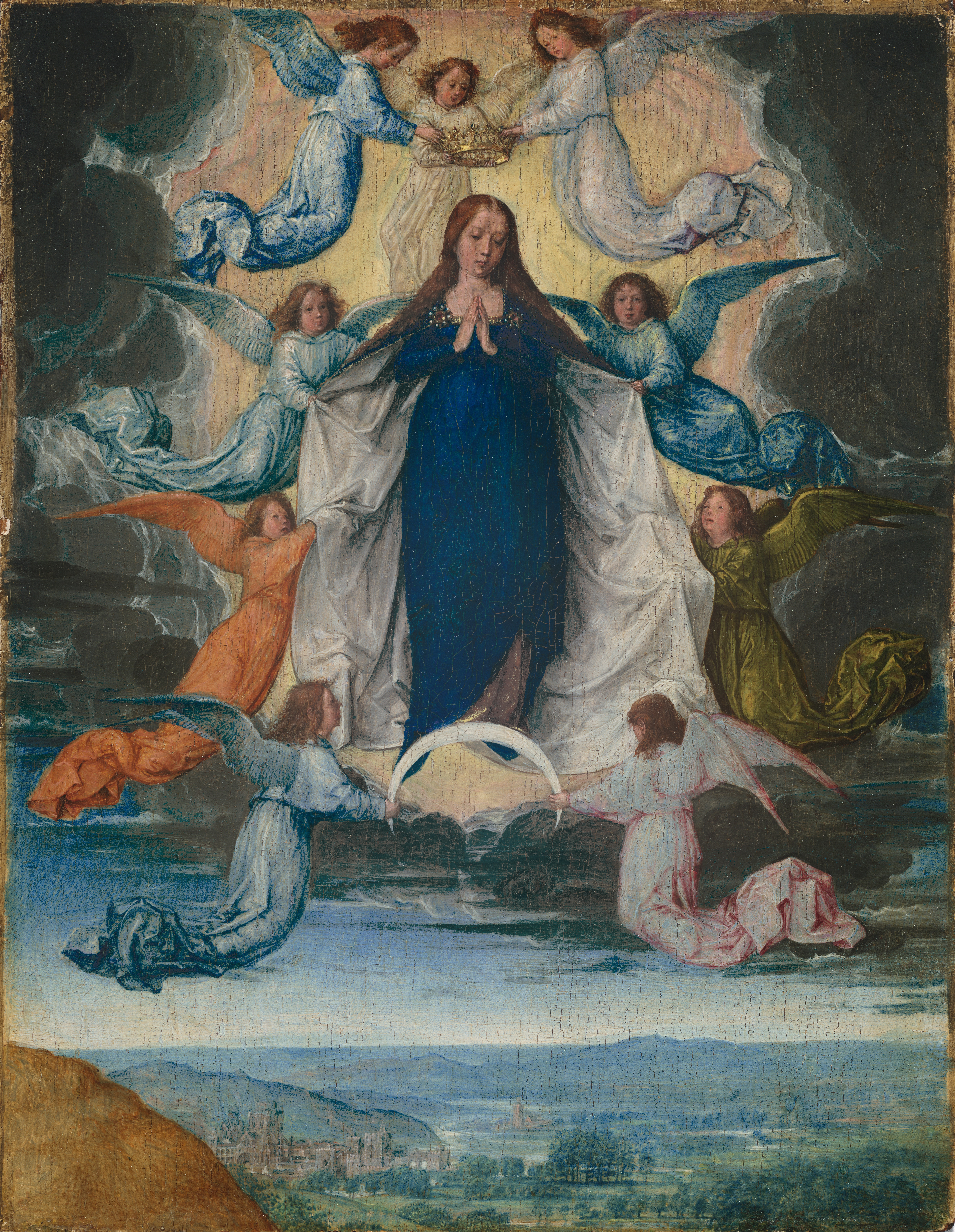
Asunción de la Virgen.
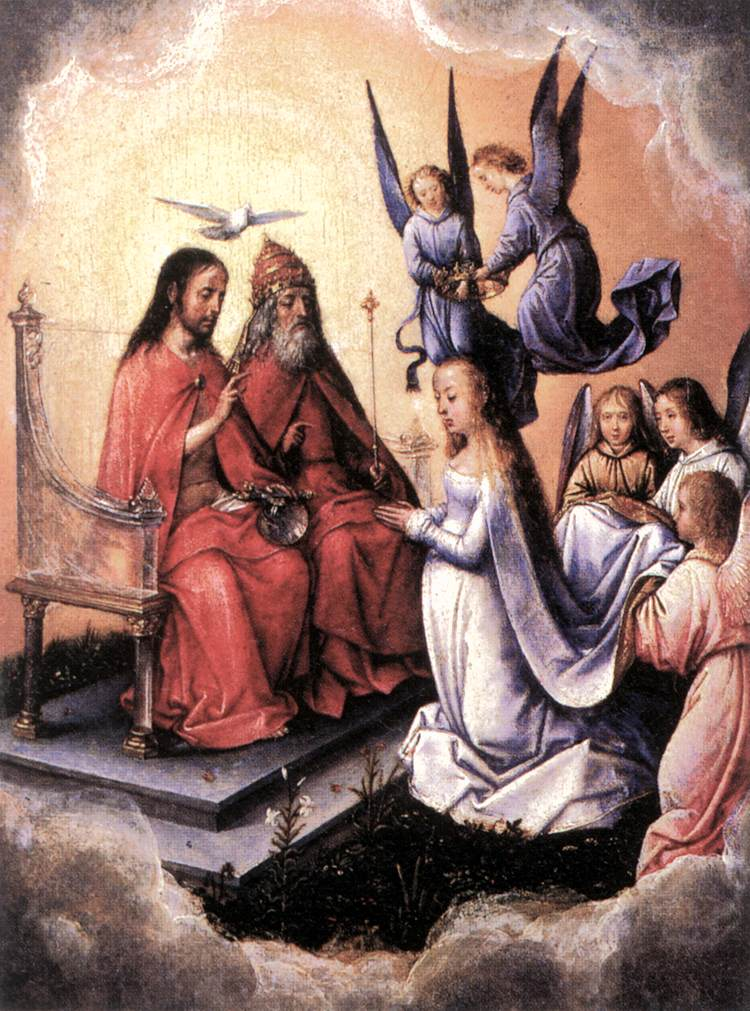
Coronación de la Virgen.